# Van Buren (Maine)
Van Buren ist eine Town im Aroostook County des Bundesstaates Maine in den Vereinigten Staaten. Hamlin liegt an der Grenze zu Kanada. Im Jahr 2020 lebten dort 2038 Einwohner in 1133 Haushalten auf einer Fläche von 91,0 km². 76,6 % der Bewohner sprechen Französisch, obwohl die Verkehrssprache in Maine Englisch ist.

## Geografie
Nach den Angaben des United States Census Bureaus hat Van Buren eine Fläche von 91,0 km², wovon 87,9 km² aus Land und 3,1 km² aus Gewässern bestehen.

### Geografische Lage
Van Buren liegt im Nordosten des Aroostook Countys, an der Grenze zu Kanada. Diese verläuft durch die Mitte des Saint John Rivers, an dessen südlichem Ufer Van Buren liegt. Wenige kleine Flüsse fließen in östliche Richtung durch das Gebiet der Town, sie münden im Saint John River. Die Oberfläche ist eben, höchste Erhebung ist der 205 m hohe Reservoir-Hill im Südosten von Van Buren.

### Nachbargemeinden
Alle Entfernungen sind als Luftlinien zwischen den offiziellen Koordinaten der Orte aus der Volkszählung 2010 angegeben.
- Norden: Sainte-Anne-de-Madawaska, New Brunswick, Kanada, 3,4 km
- Osten: Saint-Léonard, New Brunswick, Kanada, 9,3 km
- Südosten: Hamlin, 14,3 km
- Süden: Cyr Plantation, 17,7 km
- Westen: Unorganized Territory von Square Lake, 39,6 km
- Nordwesten: Grand Isle, 14,6 km

### Stadtgliederung
Auf dem Gebiet der Town Van Buren gibt es mehrere Siedlungsgebiete: Canadian Junction (ehemalige Eisenbahnstation), Caniba Mill, Chapel Eddy (ehemalige Eisenbahnstation), Hammonds Hill (ehemalige Eisenbahnstation), Keegan, Martins Siding, Parent (ehemalige Eisenbahnstation), Upper Van Buren (ehemaliges Postamt), Van Buren, Van Buren Mill (former railroad station) und Violette.

### Klima
|                       | Jan   | Feb   | Mär   | Apr  | Mai | Jun  | Jul  | Aug  | Sep  | Okt | Nov  | Dez   |   |      |
| Mittl. Tagesmax. (°C) | −14,4 | −12,8 | −5,9  | 2,6  | 9,9 | 15,5 | 18,3 | 17,2 | 12,0 | 5,8 | −0,6 | −9,2  | ⌀ | 3,3  |
| Mittl. Tagesmin. (°C) | −21,5 | −20,6 | −12,7 | −3,1 | 3,2 | 8,8  | 12,1 | 10,5 | 5,5  | 0,2 | −5,1 | −14,9 | ⌀ | −3,1 |
|                       |       |       |       |      |     |      |      |      |      |     |      |       |   |      |
| Niederschlag (mm)     | 65    | 49    | 58    | 68   | 83  | 91   | 119  | 98   | 93   | 95  | 87   | 81    | Σ | 987  |
|                       |       |       |       |      |     |      |      |      |      |     |      |       |   |      |
| Regentage (d)         | 10    | 9     | 10    | 11   | 13  | 13   | 15   | 13   | 13   | 14  | 13   | 12    | Σ | 146  |

| −21,5 |

| −20,6 |

| −12,7 |

| −3,1 |

| 3,2 |

| 8,8 |

| 12,1 |

| 10,5 |

| 5,5 |

| 0,2 |

| −5,1 |

| −14,9 |

| −21,5 |

| −20,6 |

| −12,7 |

| −3,1 |

| 3,2 |

| 8,8 |

| 12,1 |

| 10,5 |

| 5,5 |

| 0,2 |

| −5,1 |

| −14,9 |

Die mittlere Durchschnittstemperatur in Van Buren liegt zwischen −14,4 °C im Januar und 18,3 °C im Juli. Damit ist der Ort gegenüber dem langjährigen Mittel im Winter um etwa 5,5 Grad kühler als das Mittel des Bundesstaates Maine, während die Durchschnittstemperatur Maines im Sommer erreicht wird. Die tägliche Sonnenscheindauer liegt am unteren Rand des Wertespektrums der USA. In der Wintersaison zwischen Oktober und April fallen im Durchschnitt 222,0 cm Schnee, wobei die Spitzenwerte bei 50,8 cm im Dezember und 56,6 cm im Januar liegen.

## Geschichte

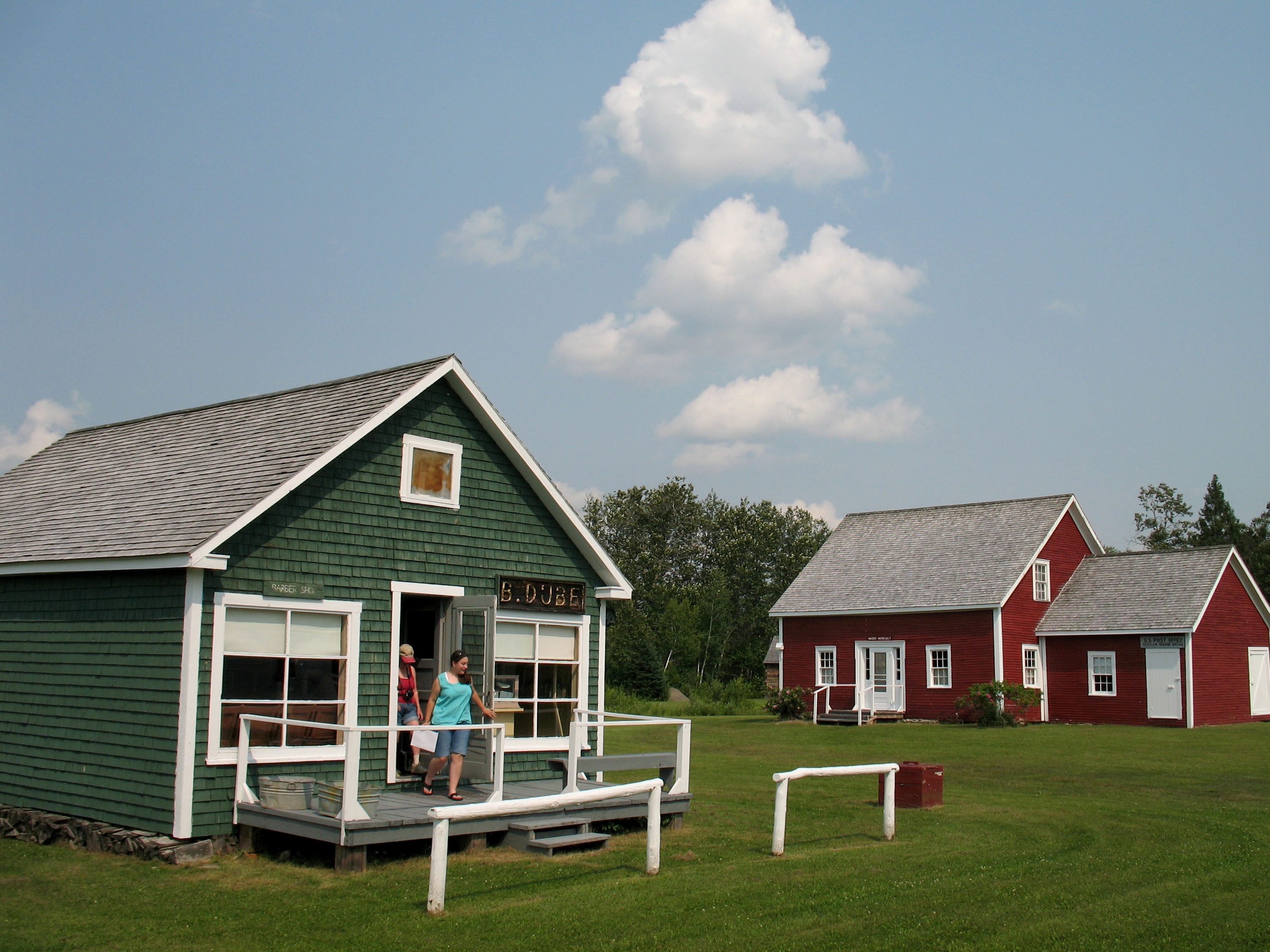
Acadian Village

Ursprünglich besiedelt wurde die Gegend durch Akadier im Jahr 1785. Diese waren aus Nova Scotia, Kanada vertrieben worden (Deportation der Akadier). Erhalten ist das Acadian Village, in dem originale Gebäude und Reproduktionen versammelt sind. Es ist eines der größten historischen Stätten in Main. Im Acadian Village gibt es eine Schule, eine Kapelle, einen General Store, Blockhäuser, eine Schmiede, eine Schrotmühle und eine Wollmühle. Das älteste Gebäude stammt aus den 1790er Jahren.
Als Van Buren Plantation wurde das Gebiet im Jahr 1843 organisiert, um den Bewohnern das Wahlrecht zu geben. Ebenso in den Jahren 1857 und 1859. Die Plantation wurde in den Jahren 1867, 1874 legalisiert und schließlich im Jahr 1970 bestätigt. Die Ursprüngliche Bezeichnung für dieses Gebiet. Zur Town wurde Van Buren am 11. Februar 1881.
Benannt ist Van Buren nach dem achten Präsidenten der Vereinigten Staaten Martin Van Buren.
Im Jahr 1913 wurde die Van Buren Bridge Company als Tochter der Bangor and Aroostook Railroad gegründet, die als einzige Aufgabe hatte eine Brücke über den Saint John River zu bauen.

### Einwohnerentwicklung
| Volkszählungsergebnisse – Town of Van Buren, Maine | Volkszählungsergebnisse – Town of Van Buren, Maine | Volkszählungsergebnisse – Town of Van Buren, Maine | Volkszählungsergebnisse – Town of Van Buren, Maine | Volkszählungsergebnisse – Town of Van Buren, Maine | Volkszählungsergebnisse – Town of Van Buren, Maine | Volkszählungsergebnisse – Town of Van Buren, Maine | Volkszählungsergebnisse – Town of Van Buren, Maine | Volkszählungsergebnisse – Town of Van Buren, Maine | Volkszählungsergebnisse – Town of Van Buren, Maine | Volkszählungsergebnisse – Town of Van Buren, Maine |
| Jahr                                               | 1800                                               | 1810                                               | 1820                                               | 1830                                               | 1840                                               | 1850                                               | 1860                                               | 1870                                               | 1880                                               | 1890                                               |
| -------------------------------------------------- | -------------------------------------------------- | -------------------------------------------------- | -------------------------------------------------- | -------------------------------------------------- | -------------------------------------------------- | -------------------------------------------------- | -------------------------------------------------- | -------------------------------------------------- | -------------------------------------------------- | -------------------------------------------------- |
| Einwohner                                          |                                                    |                                                    |                                                    |                                                    |                                                    | 1050                                               | 616                                                | 922                                                | 1110                                               | 1168                                               |
| Jahr                                               | 1900                                               | 1910                                               | 1920                                               | 1930                                               | 1940                                               | 1950                                               | 1960                                               | 1970                                               | 1980                                               | 1990                                               |
| Einwohner                                          | 1878                                               | 3065                                               | 4594                                               | 4721                                               | 5380                                               | 5094                                               | 4679                                               | 3971                                               | 3557                                               | 3045                                               |
| Jahr                                               | 2000                                               | 2010                                               | 2020                                               | 2030                                               | 2040                                               | 2050                                               | 2060                                               | 2070                                               | 2080                                               | 2090                                               |
| Einwohner                                          | 2631                                               | 2171                                               | 2038                                               |                                                    |                                                    |                                                    |                                                    |                                                    |                                                    |                                                    |

## Kultur und Sehenswürdigkeiten

### Bauwerke

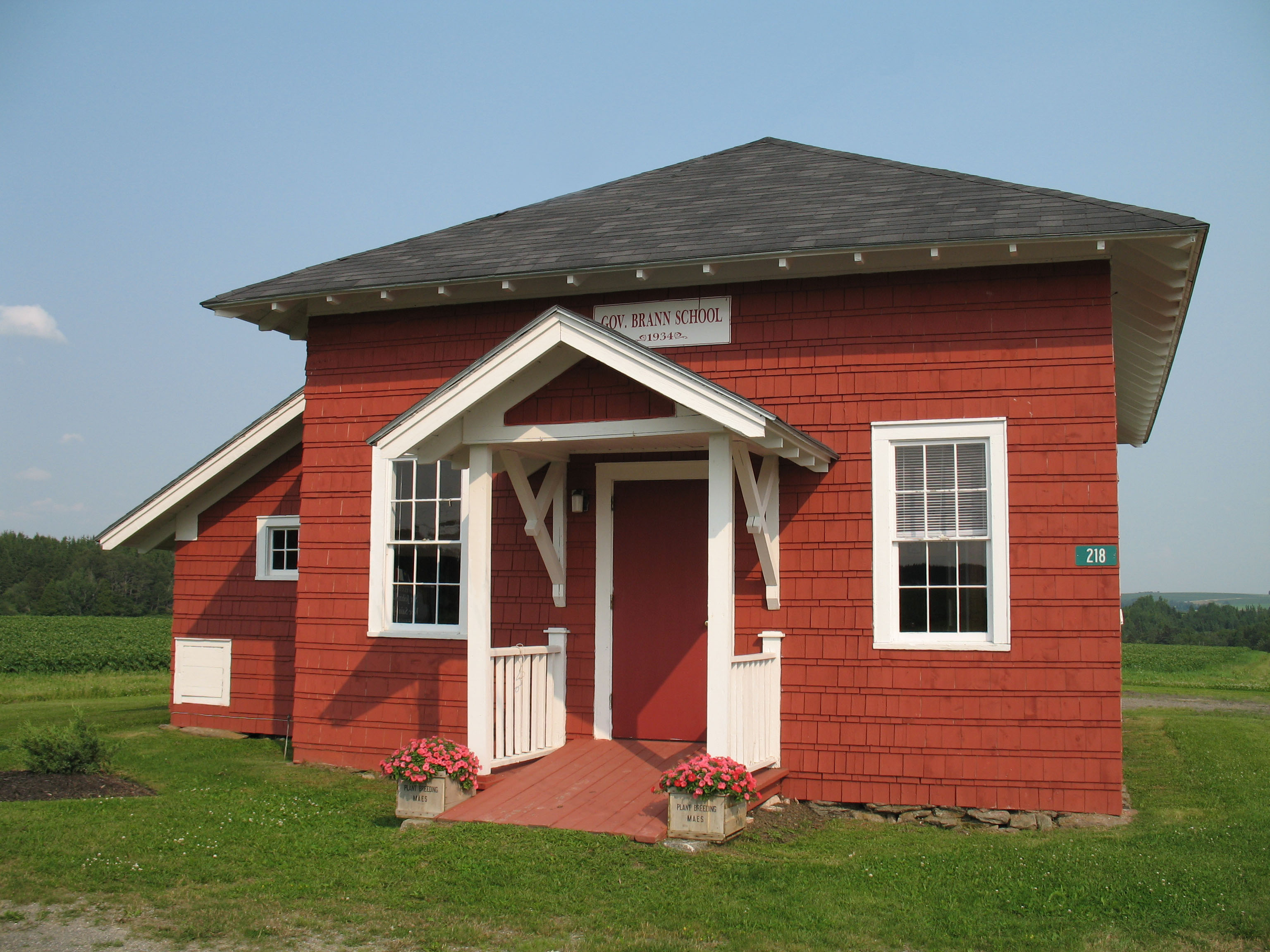
Gouverneur Brann School im Acadian Village. Ehemalige Schule der Cyr Plantation

Auf dem Gebiet der Town befinden sich mehrere Gebäude von historischer Bedeutung. Sie wurden unter Denkmalschutz gestellt und ins National Register of Historic Places aufgenommen:
Die Gebäude des Acadian Villages sind heute ein Museum. Es befindet sich am Highway 1. Zum Gebäudekomplex gehören sechs historische Gebäude, davon fünf aus dem 19. Jahrhundert und eine moderne Reproduktion. In den Gebäuden ist das historische Leben der französisch-amerikanischen Bevölkerung des ausgehenden 19. Jahrhunderts dokumentiert. Der Gebäudekomplex wurde 1977 unter der Register-Nr.  77000062 aufgenommen.
Die Fortunat O. Michaud House wurde Anfang des 20. Jahrhunderts als Wohnhaus eines lokalen Politikers im Queen-Anne-Stil errichtet. Es wurde im Jahr 1989 unter der Register-Nr. 89002343 aufgenommen.

## Wirtschaft und Infrastruktur

### Verkehr
Der U.S. Highway 1 führt entlang des Saint John Rivers durch Van Buren. Mehrere Bahnstrecken führen durch Van Buren, die Eastern Maine Railway, die Brownville–Saint-Leonard und die Van Buren–Saint Francis

### Öffentliche Einrichtungen
In Van Buren befindet sich die Abel J. Morneault Memorial Library. Sie steht auch Bewohnern benachbarter Towns zur Verfügung.
Es gibt mehrere Medizinische Einrichtungen in Van Buren, die auch für die Bewohner der benachbarten Towns und Plantations wichtig sind.

### Bildung
Van Buren gehört mit der Cyr Plantation und Hamlin zum Maine School Administrative District No. 24.
Im Schulbezirk werden den Schulkindern mehrere Schulen angeboten:
- Van Buren District Elementary School in Van Buren
- Van Buren District Secondary School in Van Buren